# Libertas Football Club 1909-1910
Questa pagina raccoglie i dati riguardanti il Libertas Football Club nelle competizioni ufficiali della stagione 1909-1910.

## Rosa
| N. |                   | Ruolo | Calciatore          |
| -- | ----------------- | ----- | ------------------- |
|    | Italia (bandiera) | P     | Cappellaro          |
|    | Italia (bandiera) | C     | Mario Cevenini (II) |
|    | Italia (bandiera) | C     | Carlo Galetti       |
|    | Italia (bandiera) | A     | Lucchetti (I)       |
|    | Italia (bandiera) | D     | Lucchetti (II)      |
|    | Italia (bandiera) | C     | Giacomo Parazzoli   |

| N. |                     | Ruolo | Calciatore            |
| -- | ------------------- | ----- | --------------------- |
|    | Italia (bandiera)   | C     | Luigi Pedraglio (II)  |
|    | Italia (bandiera)   | A     | Guido Röss            |
|    | Italia (bandiera)   | A     | Stefano Schiantarelli |
|    | Svizzera (bandiera) | A     | E. Weiss (I)          |
|    | Svizzera (bandiera) | A     | G. Weiss (II)         |